# Püggen (Luckau)
Püggen ist ein Ortsteil der Gemeinde Luckau (Wendland) im Landkreis Lüchow-Dannenberg in Niedersachsen. Das Dorf liegt nordwestlich des Kernbereichs von Luckau und südlich der B 493.

## Geschichte
Am 1. Juli 1972 wurde Püggen in die Gemeinde Luckau eingegliedert.